# Клубный переулок (Санкт-Петербург)
Клу́бный переулок — переулок в Василеостровском районе Санкт-Петербурга. Проходит от Большого до Среднего проспекта Васильевского острова.

## История
Первоначальное название Безымянный переулок известно с 1891 года.
Современное название Клубный переулок присвоено 3 августа 1940 года, по находящемуся поблизости Дворцу культуры имени С. М. Кирова.
Конечный 160-метровый участок переулка, примыкающий к Среднему проспекту, на протяжении более чем десяти лет используется под коммерческую автостоянку и перекрыт для проезда. Такая ситуация будет сохраняться минимум до декабря 2019 года, когда заканчивается срок аренды у нынешнего пользователя ООО «Автомобильные стоянки Санкт-Петербурга».

## Достопримечательности
- Сад «Василеостровец»
- Фондовая биржа Санкт-Петербурга

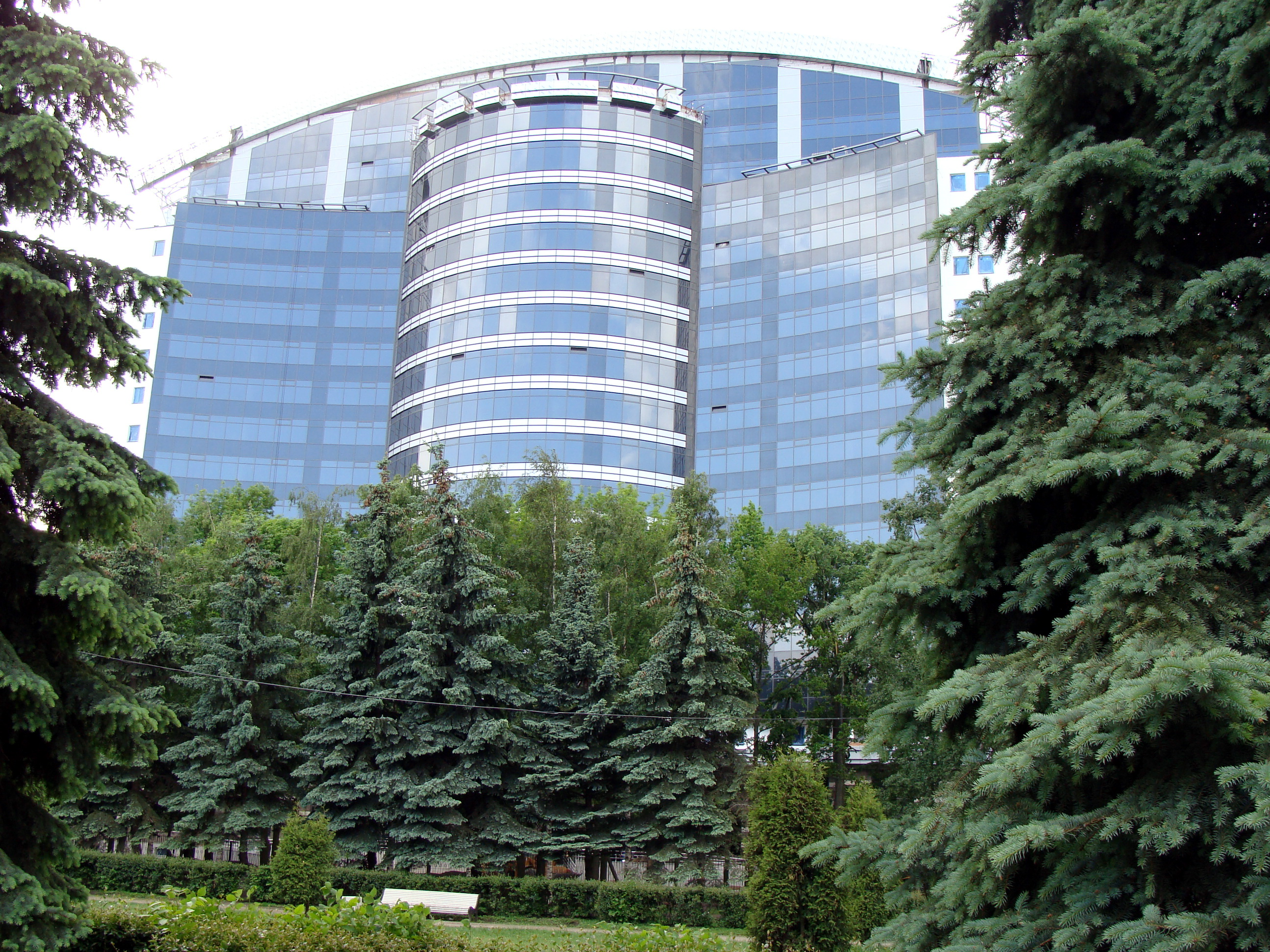
Биржа в Клубном переулке, вид из сада «Василеостровец»

- Дворец культуры имени С. М. Кирова
- Всероссийский алюминиево-магниевый институт